# Saison 2017 de l'équipe cycliste Boels Dolmans
La saison 2017 de l'équipe cycliste Boels Dolmans est la huitième de la formation. L'arrivée de la championne olympique et vainqueur du Tour d'Italie 2015 Anna van der Breggen constitue la principale addition à l'effectif. La spécialiste des classiques flandriennes Amy Pieters et la prometteuse Jip van den Bos, toutes deux également néerlandaises rejoignent l'équipe. Au niveau des départs, Evelyn Stevens prend sa retraite. L'autre départ de taille est celui de la spécialiste du contre-la-montre Ellen van Dijk. Romy Kasper et Demi de Jong changent également d'équipe.
La formation réalise une saison de très haut niveau avec huit victoires sur les vingt manches du World Tour et la victoire de Chantal Blaak sur les championnats du monde sur route. Anna van der Breggen réalise le triplet ardennais puis remporte le Tour d'Italie. Avec la victoire lors du Tour de Californie et au contre-la-montre par équipes de l'Open de Suède Vårgårda, elle gagne le classement World Tour. Elizabeth Deignan est moins dominatrice que l'année précédente, mais remporte le Grand Prix de Plouay et prend la deuxième place des trois classiques ardennaises. Megan Guarnier vit une saison difficile, marquée par une chute sur la tête lors du circuit Het Nieuwsblad. Elle revient en forme en fin de saison, mais reste en retrait par rapport à l'année 2016. Christine Majerus gagne le Grand Prix Elsy Jacobs. Amalie Dideriksen s'impose sur le Tour de Drenthe et obtient une médaille de bronze aux mondiaux. 

## Préparation de la saison

### Partenaires et matériel de l'équipe

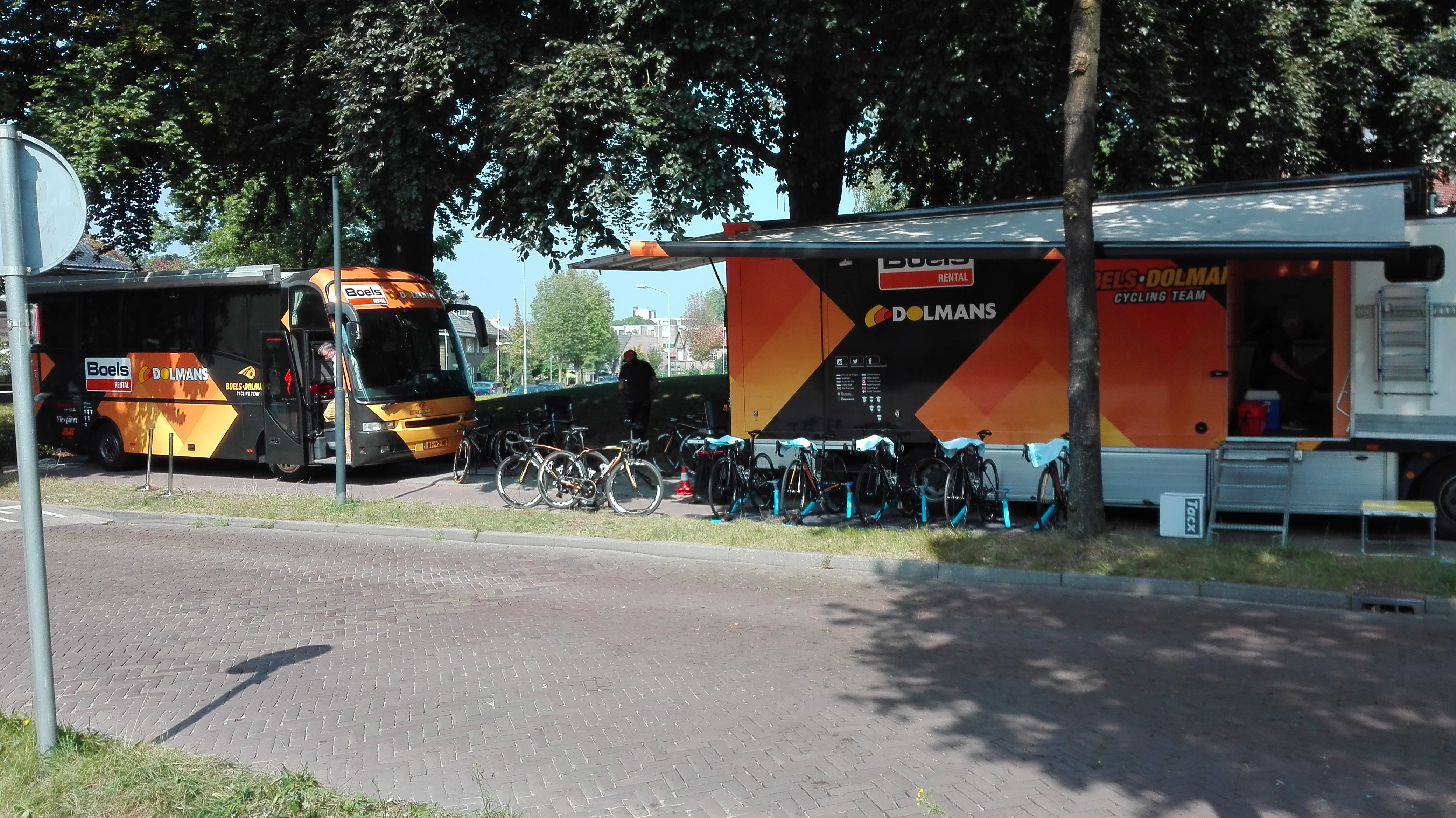
Véhicules de l'équipe

L'équipe est parrainée par Boels Rental, une société de location de matériel de chantier et bricolage, et par Dolmans Landscaping Group une société de paysagisme. De nombreux autres partenaires apportent leur soutien financier à l'équipe. La marque d'équipement cycliste Specialized apporte également à partir de cette saison son soutien financier à l'équipe.
Au niveau matériel, l'équipe utilise des vélos Specialized, équipés  de groupe SRAM, de roues Zipp. La marque Etixx fournit la nutrition.

### Arrivées et départs
La présentation de l'équipe a lieu à Maastricht dans l'hôtel Château St. Gerlach. L'arrivée de la championne olympique et vainqueur du Tour d'Italie 2015 Anna van der Breggen constitue la principale addition à l'effectif. La spécialiste des classiques flandriennes Amy Pieters et la prometteuse Jip van den Bos, toutes deux également néerlandaises rejoignent l'équipe. Au niveau des départs, Evelyn Stevens prend sa retraite. L'autre départ de taille est celui de la spécialiste du contre-la-montre Ellen van Dijk. Romy Kasper et Demi de Jong changent également d'équipe,,.
| Arrivées             | Équipe 2016          |
| -------------------- | -------------------- |
| Amy Pieters          | Wiggle High5         |
| Jip van den Bos      | Parkhotel Valkenburg |
| Anna van der Breggen | Rabo Liv Women       |

| Départs        | Équipe 2017          |
| -------------- | -------------------- |
| Demi de Jong   | Parkhotel Valkenburg |
| Romy Kasper    | Alé Cipollini        |
| Evelyn Stevens | Retraite             |
| Ellen van Dijk | Sunweb               |

## Effectif et encadrement

### Effectif

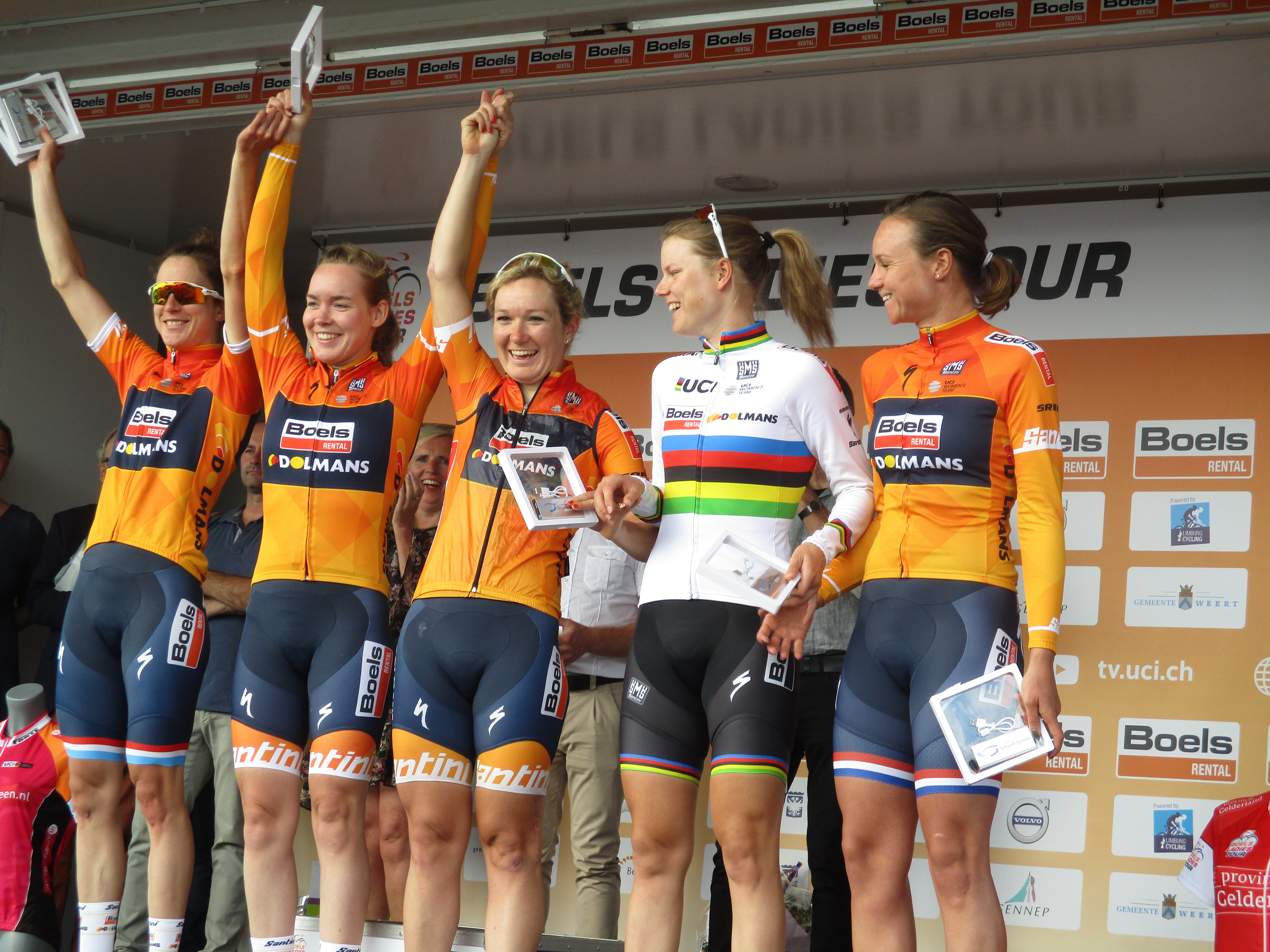
Équipe durant le Boels Ladies Tour. De gauche à droite : Christine Majerus, Anna van der Breggen, Amy Pieters, Amalie Dideriksen et Chantal Blaak

| Effectif 2017             | Effectif 2017     | Effectif 2017 | Effectif 2017                           |
| Cycliste                  | Date de naissance | Pays          | Équipe précédente                       |
| ------------------------- | ----------------- | ------------- | --------------------------------------- |
| Chantal Blaak             | 22 octobre 1989   | Pays-Bas      | Specialized-Lululemon (2014)            |
| Nikki Brammeier           | 30 décembre 1986  | Royaume-Uni   | Flexpoint (2009)                        |
| Karol-Ann Canuel          | 18 avril 1988     | Canada        | Velocio-SRAM (2015)                     |
| Lizzie Deignan            | 18 décembre 1988  | Royaume-Uni   | AA Drink-Leontien.nl (2012)             |
| Amalie Dideriksen         | 24 mai 1996       | Danemark      | Amager Cykle Ring (2014)                |
| Megan Guarnier            | 4 mai 1985        | États-Unis    | Rabo Women (2013)                       |
| Christine Majerus         | 25 février 1987   | Luxembourg    | Sengers (2013)                          |
| Katarzyna Pawłowska       | 16 août 1989      | Pologne       | GSD Gestion-Kallisto (2013)             |
| Amy Pieters               | 1 juin 1991       | Pays-Bas      | Wiggle High5 (2016)                     |
| Jip van den Bos           | 12 avril 1996     | Pays-Bas      | Parkhotel Valkenburg Continental (2016) |
| Anna van der Breggen      | 18 avril 1990     | Pays-Bas      | Rabo Liv Women (2016)                   |
|                           |                   |               |                                         |
| Source : Cycling Archives |                   |               |                                         |

Portraits
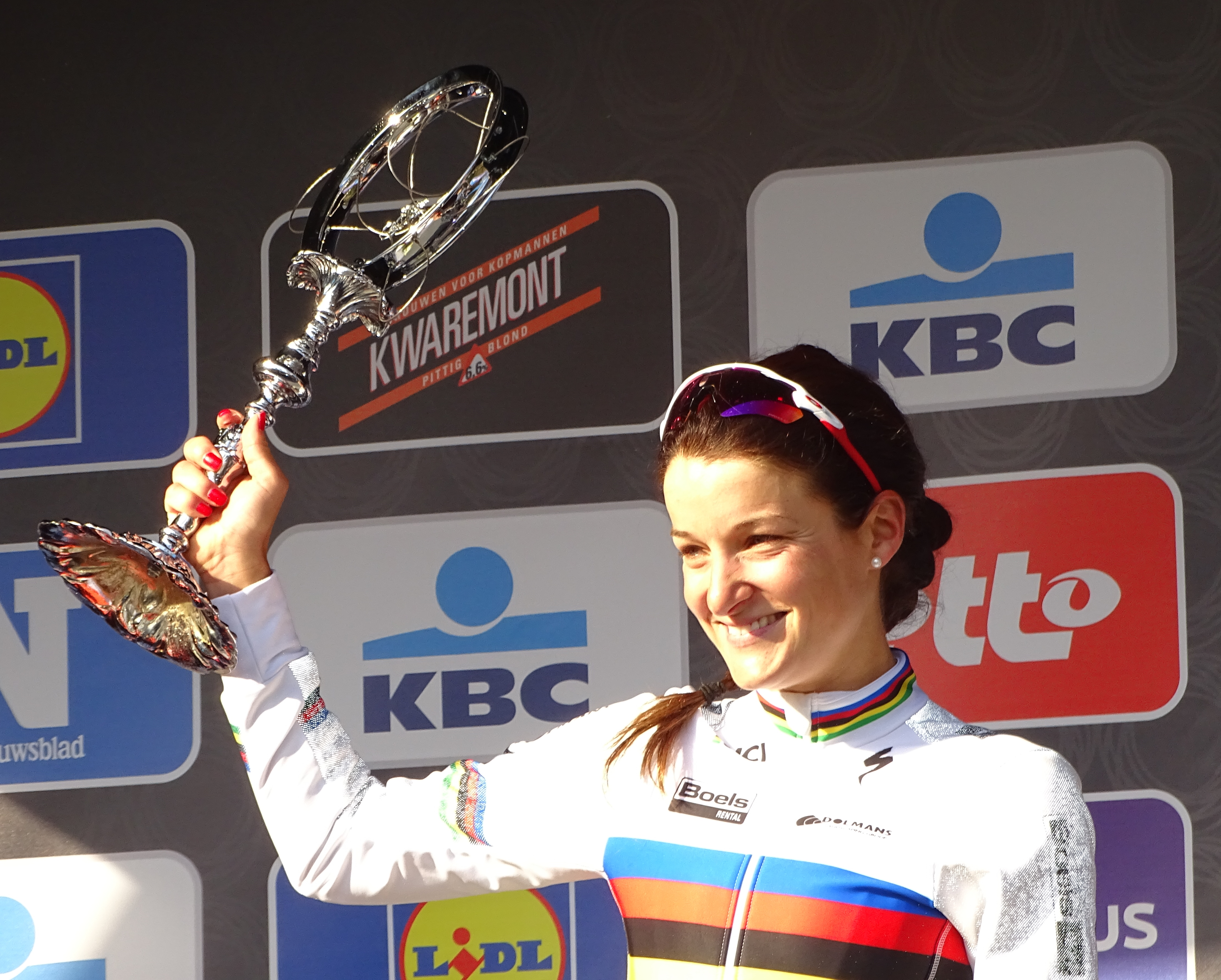
Elizabeth Armitstead en 2016.
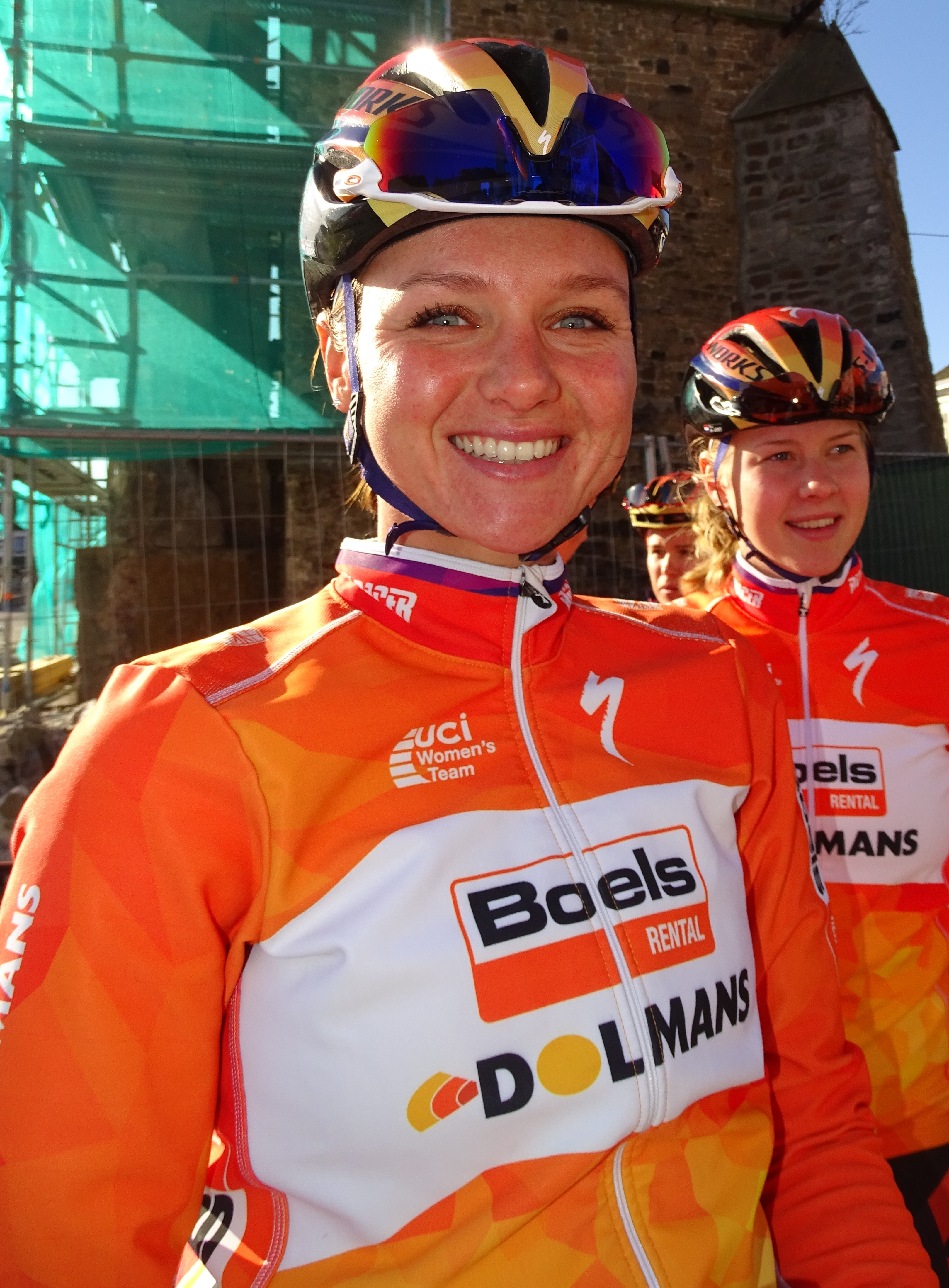
Chantal Blaak en 2016.
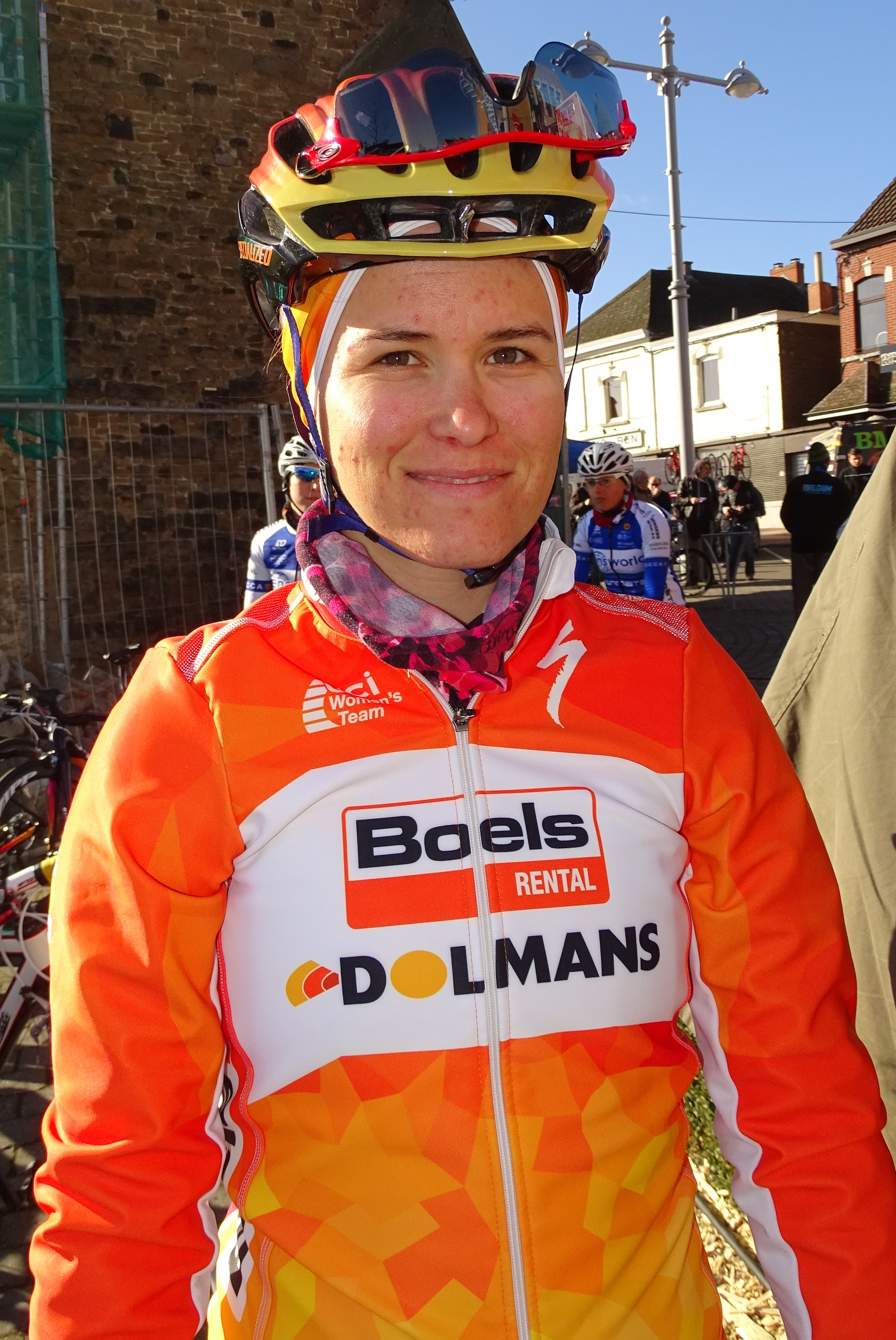
Karol-Ann Canuel en 2016.
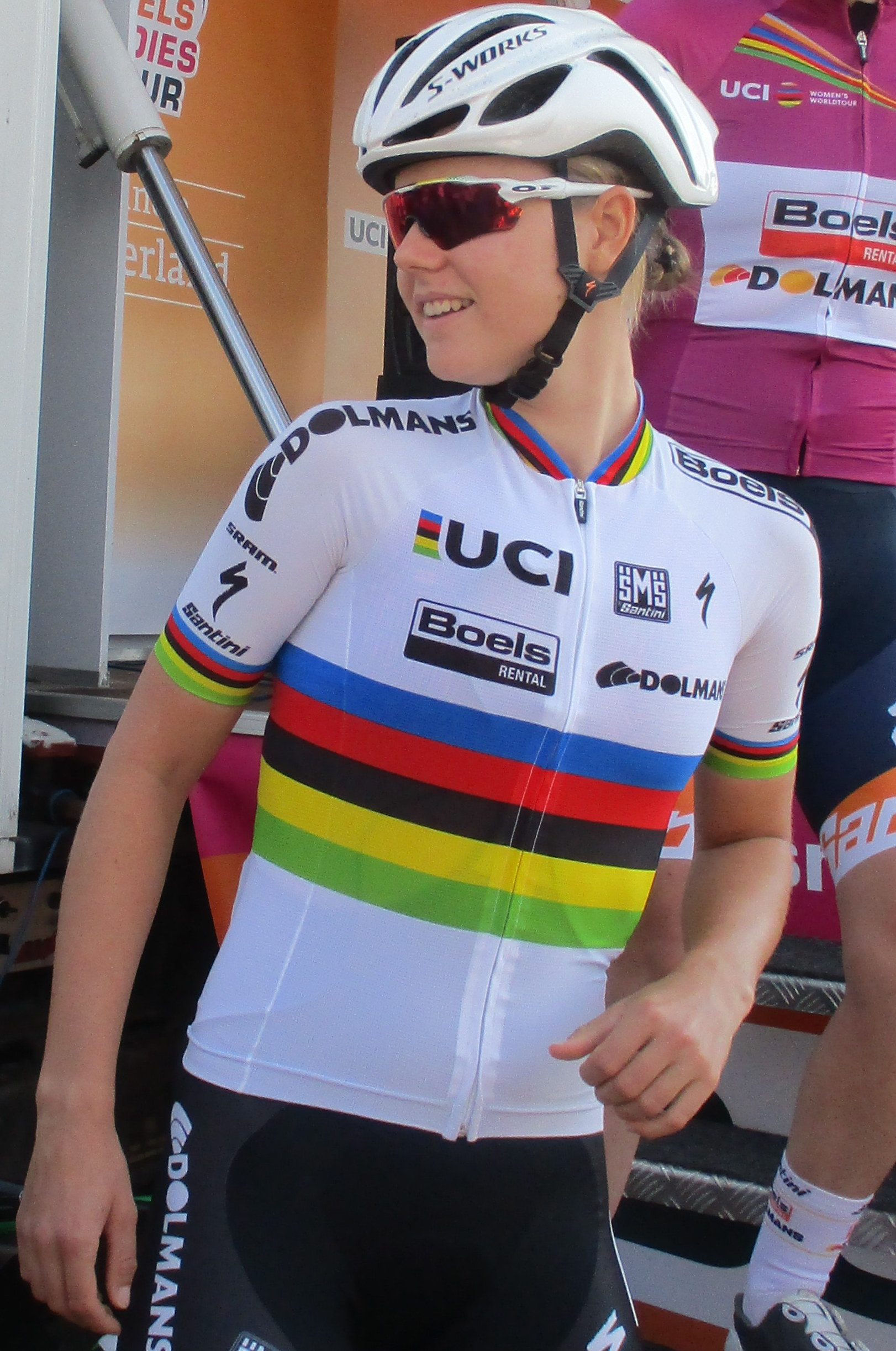
Amalie Dideriksen.
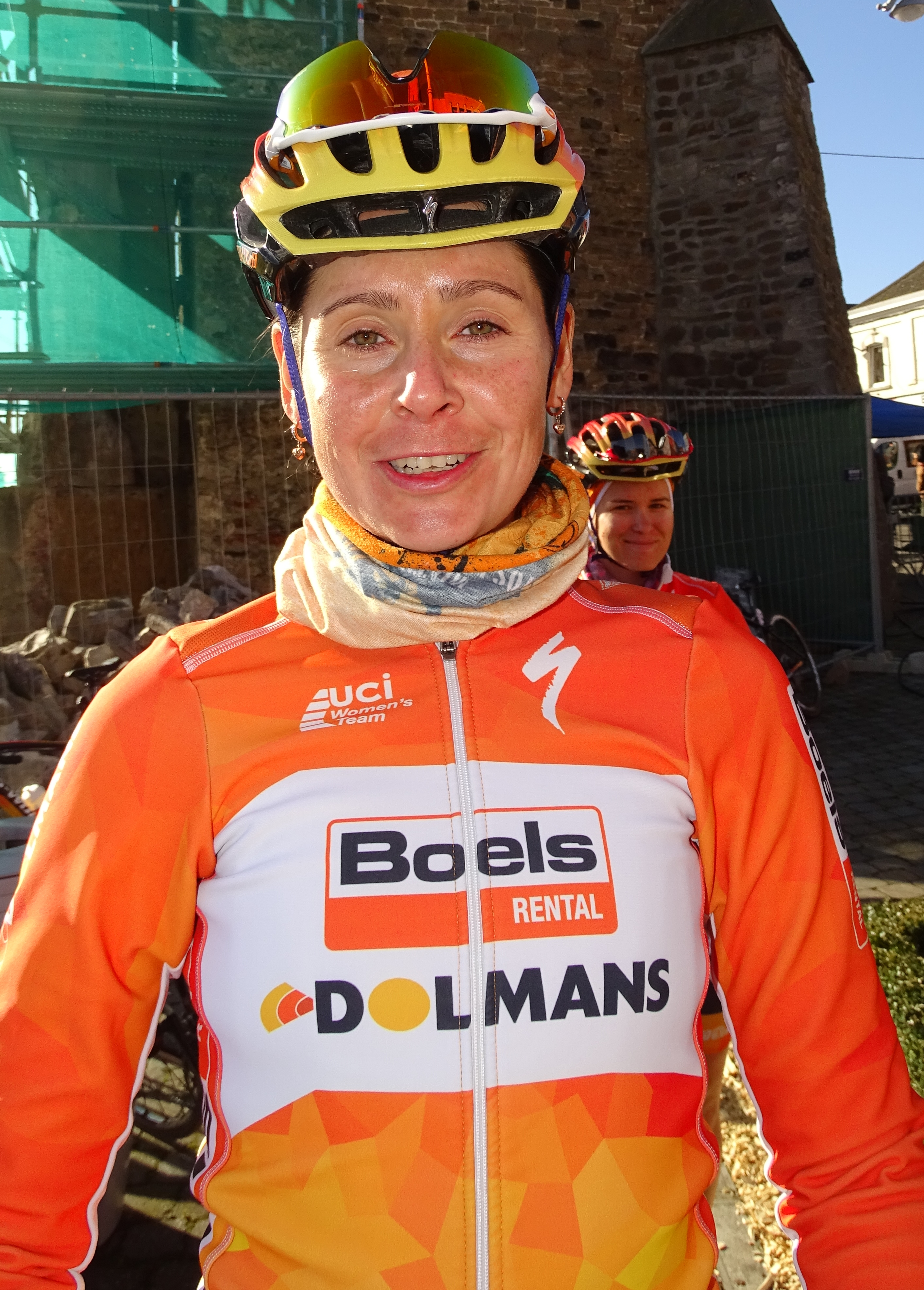
Nikki Harris en 2016.
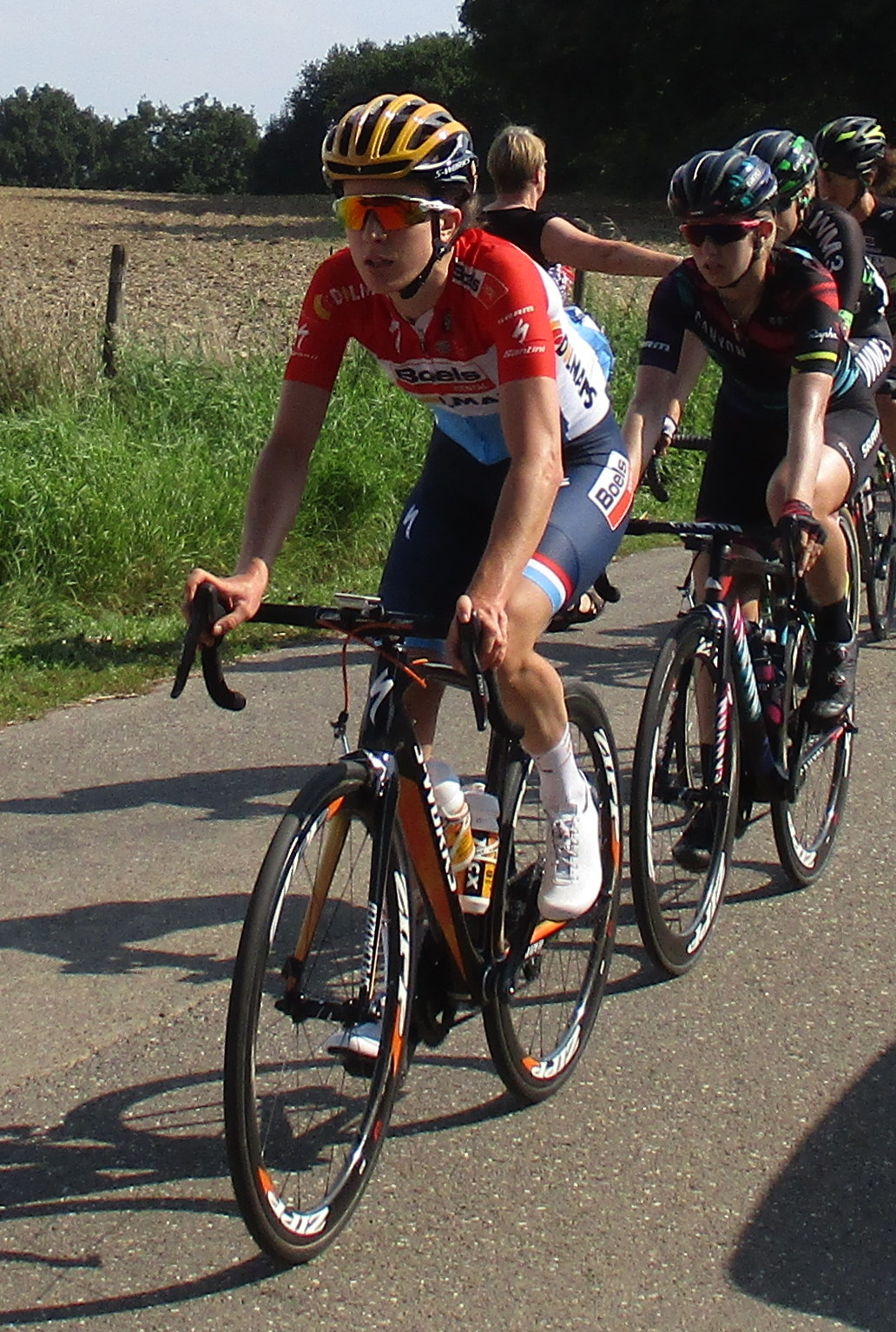
Christine Majerus.
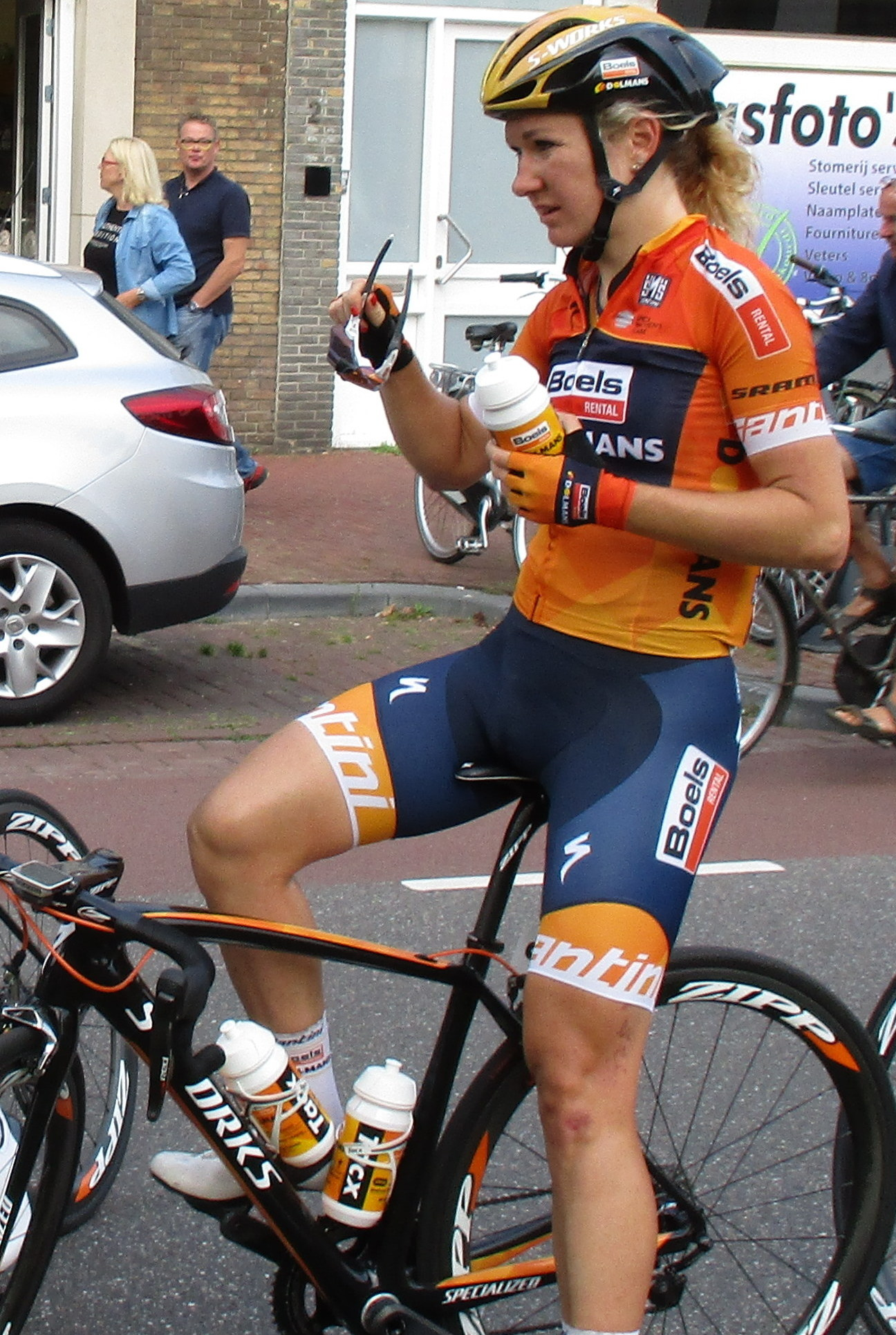
Amy Pieters
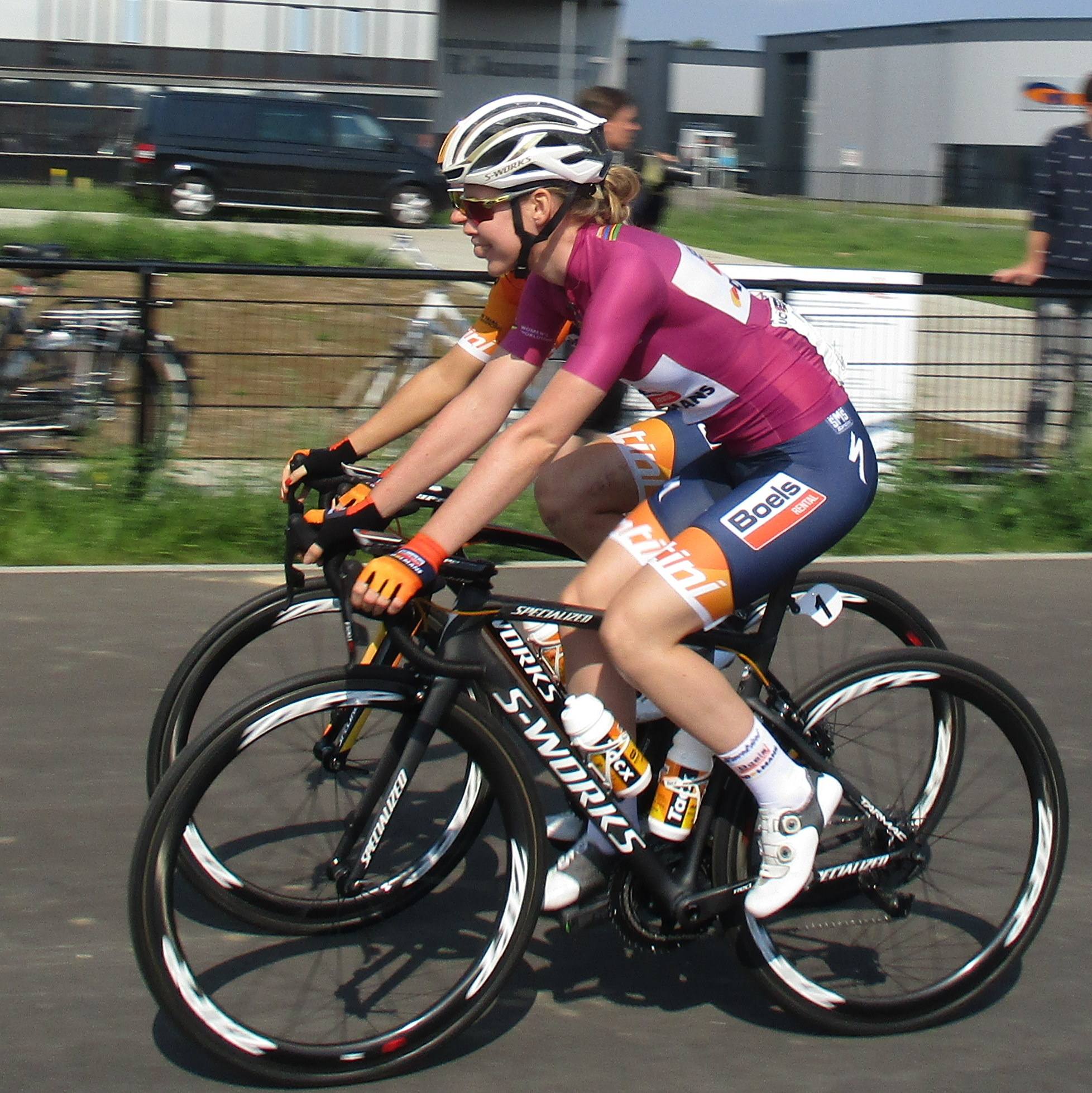
Anna van der Breggen

### Encadrement
Le directeur sportif de l'équipe est Danny Stam, son adjoint Bram Sevens. Le représentant de l'équipe auprès de l'UCI est Marten de Lange.

## Déroulement de la saison

### Février-mars
Au  Circuit Het Nieuwsblad, Ellen van Dijk et Elisa Longo Borghini s'échappent après le Paterberg. Un premier groupe de poursuite est constitué d'Elena Cecchini, Lotte Kopecky, Christine Majerus et Gracie Elvin, mais le peloton le reprend. Le Molenberg permet à un nouveau groupe de poursuite de prendre le large. Il comprend Lotte Kopecky, Lucinda Brand, Chantal Blaak, Annemiek van Vleuten et Amanda Spratt. La jonction avec la tête s'opère à seize kilomètres de l'arrivée. À sept kilomètres de l'arrivée, Lucinda Brand pourtant bonne sprinteuse, profitant du surnombre de l'équipe Sunweb, attaque. Elle n'est plus revue. Derrière, Chantal Blaak se classe deuxième.
Aux Strade Bianche, Anna van der Breggen malade ne prend pas le départ. Megan Guarnier, souffrant de maux de tête doit abandonner après quelques kilomètres. À dix-huit kilomètres de la ligne, Christine Majerus et Elizabeth Deignan mène le peloton dans l'avant dernier secteur gravier. Une sélection s'opère et seules cinq coureuses sont en tête : Elisa Longo Borghini, Elizabeth Deignan, Katarzyna Niewiadoma rejointes immédiatement par Annemiek van Vleuten et Katrin Garfoot. Dans la montée finale, Elisa Longo Borghini accélère dans la partie la plus difficile. Seule Katarzyna Niewiadoma peut la suivre, Elizabeth Deignan complète le podium.
Sur le Tour de Drenthe, l'équipe se montre très présente avec Amy Pieters et Amalie Dideriksen à leur avantage dans les ascensions du mont VAM. Sur le circuit urbain, Chantal Blaak  puis Amalie Dideriksen attaquent. Cette dernière fait partie de l'échappée décisive avec Elena Cecchini, Lucinda Brand et Elisa Longo Borghini. La championne du monde s'impose ensuite au sprint. Le lendemain, elle se classe troisième du sprint massif au Drentse 8. Au  Trofeo Alfredo Binda-Comune di Cittiglio, Chantal Blaak se classe quatrième du sprint final après que l'équipe Boels Dolmans a contrôlé la course,. À Gand-Wevelgem, Giorgia Bronzini et Anna van der Breggen accélèrent à vingt kilomètres du but, mais se font rapidement reprendre. Un contre part avec Christine Majerus, mais un regroupement s'opère rapidement. La Luxembourgeoise tente une dernière fois seule dans le final, sans succès. Chantal Blaak est huitième du sprint.

### Avril
Au Tour des Flandres, le Kanarieberg réalise une sélection importante. Au sommet, Katarzyna Niewiadoma est accompagnée de Lizzie Deignan, Elisa Longo Borghini, Ashleigh Moolman et Elena Cecchini. Le peloton, réduit à trente unités, les reprend rapidement. Dans le Kruisberg, Amy Pieters imprime un rythme élevé. Anna van der Breggen place ensuite une attaque suivie par Katarzyna Niewiadoma, Elisa Longo Borghini et Annemiek van Vleuten. Elles maintiennent un faible écart face au peloton. Dans le vieux Quaremont, elles sont presque reprise alors qu'Ellen van Dijk mène la poursuite, mais elles parviennent à conserver quelques mètres. Derrière les équipes Sunweb et Canyon-SRAM chassent. Anna van der Breggen reçoit la consigne de ne plus contribuer à l'échappée car son équipe est bien représentée à l'arrière. Les quatre échappées sont finalement reprises sous la flamme rouge. Un sprint décide de la victoire. Chantal Blaak s'y classe troisième,. À l'Healthy Ageing Tour, Anna van der Breggen prend la deuxième place du contre-la-montre inaugural derrière Ellen van Dijk. L'après-midi, Amy Pieters se détache à deux kilomètres de l'arrivée du groupe d'une quinzaine de coureuses encore en lisse pour la victoire. Elle s'impose. Le lendemain, la formation Boels-Dolmans remporte le contre-la-montre par équipes devant Cervélo-Bigla et Sunweb. Sur la quatrième étape, Chantal Blaak fait partie de la bonne échappée avant de s'imposer au sprint. Anna van der Breggen termine l'épreuve à la deuxième place du classement général. 
À l'Amstel Gold Race, la formation Boels Dolmans impose dès le début de course un rythme élevé qui produit une sélection importante. Au kilomètre soixante-six, le peloton n'ai ainsi plus composé que de trente-cinq coureuses. Dans la deuxième ascension du Cauberg, un groupe de huit coureuses dont trois de la formation Boels Dolmans s'échappe. Il est rapidement repris. Amy Pieters place ensuite un contre. Elle est rejointe par Audrey Cordon, Roxane Fournier et Tetiana Riabchenko. Le peloton les reprend au pied de la troisième montée du Cauberg. Elizabeth Deignan accélère de nouveau, cette fois accompagnée d'Elisa Longo Borghini et Katarzyna Niewiadoma. Dans la dernière ascension du Bemelerberg, Annemiek van Vleuten attaque suivie par Anna van der Breggen et Coryn Rivera. Elles reviennent immédiatement sur la tête de course. Quelques centaines de mètres plus loin, Anna van der Breggen part seule et n'est plus rejointe. Elizabeth Deignan gagne le sprint pour la deuxième place. L'équipe Boels Dolmans réalise ainsi le doublé,,. Sur la Flèche wallonne, Katarzyna Niewiadoma attaque dans la côte de Cherave et est suivie par Anna van der Breggen et Elizabeth Deignan. À trois kilomètres de l'arrivée, la Néerlandaise accélère et finit seule. Elizabeth Deignan est deuxième,. À Liège-Bastogne-Liège, le peloton mené par la Boels Dolmans opère la jonction dans la Roche aux faucons. Katarzyna Niewiadoma y attaque. Elle est suivie par Elizabeth Deignan, Anna van der Breggen, Ashleigh Moolman et Elisa Longo Borghini. L'écart atteint quarante secondes au bout de trois kilomètres. Dans la côte de Saint-Nicolas, Katarzyna Niewiadoma accélère mais c'est Anna van der Breggen qui part seule au sommet. Derrière Elizabeth Deignan se trouve avec Katarzyna Niewiadoma. La Britannique prend la deuxième place devant la Polonaise,. Anna van der Breggen réalise donc le triplet ardennais, Lizzie Deignan est trois fois deuxième.

### Mai

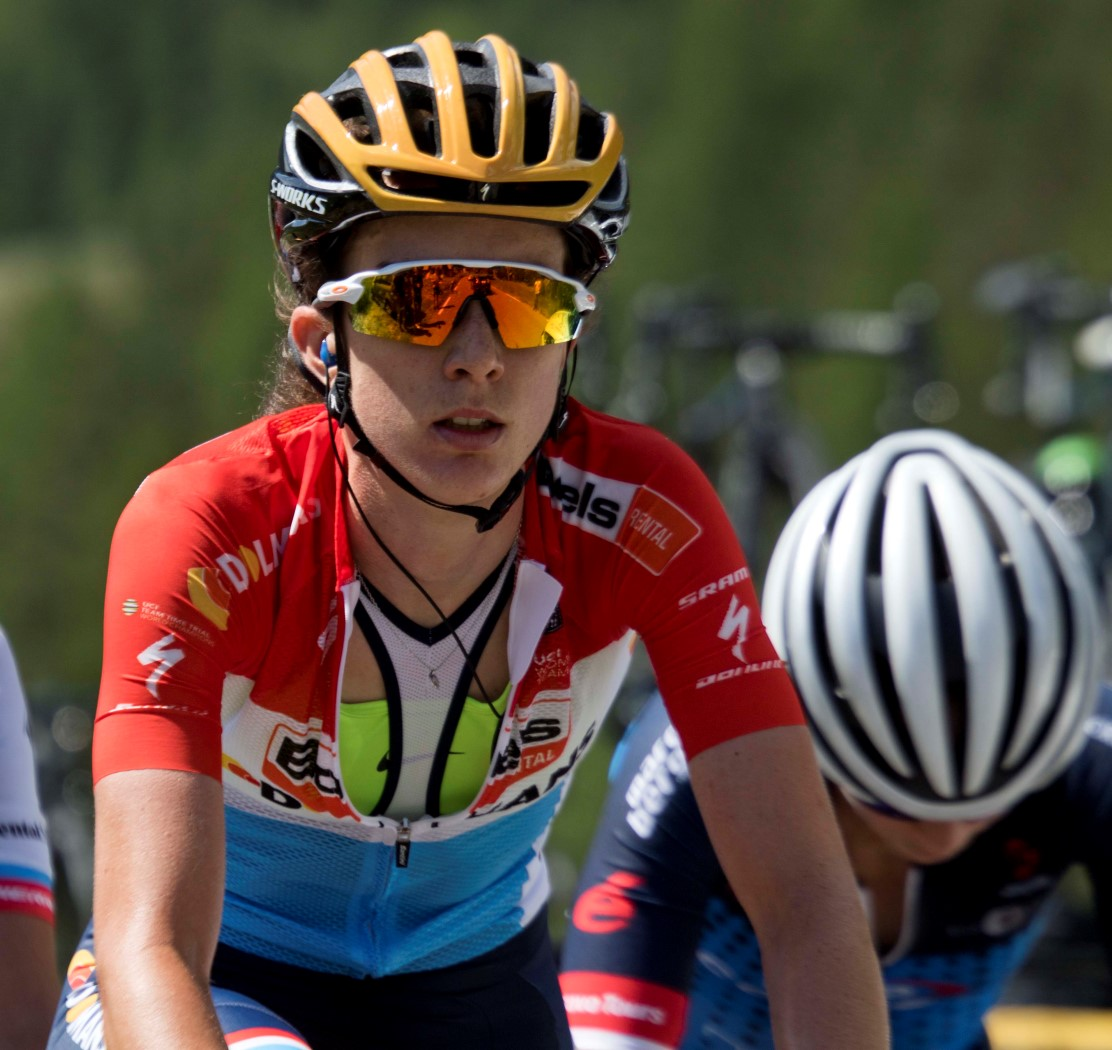
Christine Majerus remporte le GP Elsy Jacobs, chez elle au Luxembourg

Au Festival Luxembourgeois du cyclisme féminin Elsy Jacobs, Christine Majerus se classe troisième du prologue. Le lendemain, elle remporte le sprint d'un peloton réduit. Par le jeu des bonifications, elle s'empare de la tête du classement général. Sur la dernière étape, la formation Boels Dolmans contrôle la course. Au sprint, Christine Majerus prend la troisième place et conserve ainsi sa première place au classement général. Elle gagne également le classement par points. Au Tour de Yorkshire, l'équipe adopte une tactique très agressive. Amy Pieters et Chantal Blaak attaquent en début de course à tour de rôle afin de former une échappée. La première y parvient au kilomètre quarante-quatre. Dans la côte de Lofthouse, au kilomètre soixante, Elizabeth Deignan et Anna van Breggen effectuent la jonction sur la tête. Peu après, Elizabeth Deignan attaque de nouveau. Elles sont trois en tête : Anna van der Breggen, Danielle King et donc Elizabeth Armitstead. Cette dernière multiplie les attaques pour décramponner Danielle King. Elle y parvient à quatorze kilomètres de l'arrivée et s'impose seule,.
Au Tour de Californie, sur la première étape, au pied de la dernière montée de l'étape, Amy Pieters  place une attaque et provoque une sélection dans le peloton. Sa coéquipière Karol-Ann Canuel part ensuite, mais l'équipe UnitedHealthcare est vigilante. Enfin, Anna van der Breggen et Megan Guarnier sortent du peloton. Cette dernière remporte l'étape,. Le lendemain, dans l'ascension du Kingsbury Grade, Karol-Ann Canuel imprime le rythme dans les premiers kilomètres et réduit le peloton à vingt-cinq unités. Katie Hall attaque à cinq kilomètres du sommet. Elle est suivie par Anna van der Breggen et Coryn Rivera. Les accélérations répétées de Katie Hall finissent par faire décrocher Coryn Rivera. S'ensuit une descente où Anna van der Breggen prend l'ascendant. Dans la montée finale, Katie Hall dépasse cependant la Néerlandaise. Elle s'impose seule et s'empare du maillot jaune pour trois secondes,. Les deux dernières étapes sont plates. Grâce aux sprints intermédiaires Anna van der Breggen gagne le classement général,.

### Juin

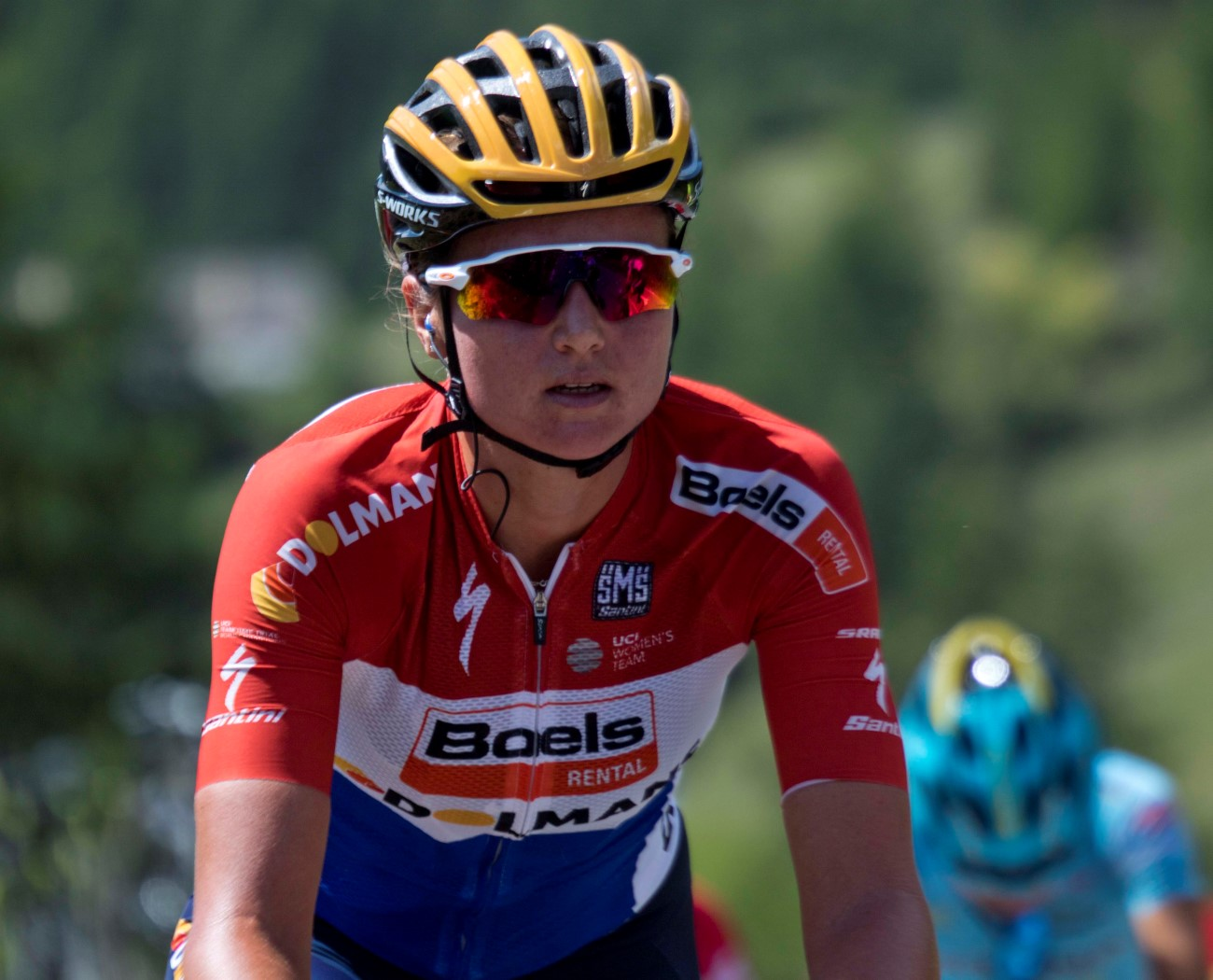
Chantal Blaak devient championne des Pays-Bas

Au Women's Tour, sur la première étape, l'équipe lance la poursuite pour rattraper Katarzyna Niewiadoma trop tard et ne parvient pas à la reprendre. Christine Majerus est deuxième du sprint du peloton et donc troisième de l'étape,. Lors de la deuxième étape, Sur une ascension non répertoriée, Christine Majerus part avec cinq autres coureuses mais ne connait pas le succès. Après un regroupement général effectué à sept kilomètres de la ligne, Amy Pieters s'impose au sprint dans un final sinueux et pavé. À noter qu'Elizabeth Deignan concède sept minutes lors de l'étape,. Dans le sprint massif de la troisième étape, Christine Majerus se classe cinquième. Sur l'étape,  Shara Gillow, Leah Kirchmann et Sarah Roy se trouvent à l'avant depuis déjà de longs kilomètres, quand Christine Majerus parvient à opérer la jonction. Une fois Shara Gillow et Leah Kirchmann éliminée, la Luxembourgeoise est battue au sprint par Sarah Roy. Elle effectue cependant une belle opération au classement général en remontant à la deuxième place,. Elle se mêle aux sprints intermédiaire sur la dernière étape avant de prendre la troisième place du sprint final. Elle termine l'épreuve à la deuxième place du classement général derrière Katarzyna Niewiadoma. Elle remporte également le classement par points et celui des sprints,.
Lors des championnats nationaux, Katarzyna Pawłowska gagne le titre du contre-la-montre en Pologne, tandis que Karol-Ann Canuel en fait de même au Canada. Christine Majerus remporte comme à son habitude les deux titres sur route au Luxembourg. En Grande-Bretagne, Elinor Barker ouvre longtemps la route. Un groupe de chasse formé de Katie Archibald, Hannah Barnes et Elizabeth Deignan la reprend à deux kilomètres de l'arrivée. Cette dernière contre immédiatement et s'impose seule. Aux Pays-Bas, Chantal Blaak s'échappe avec Floortje Mackaij, Anouska Koster et Aafke Soet à seize kilomètres de l'arrivée. Chantal Blaak part ensuite seule à deux kilomètres de l'arrivée et obtient ainsi le premier titre de championne des Pays-Bas de l'équipe.

### Juillet

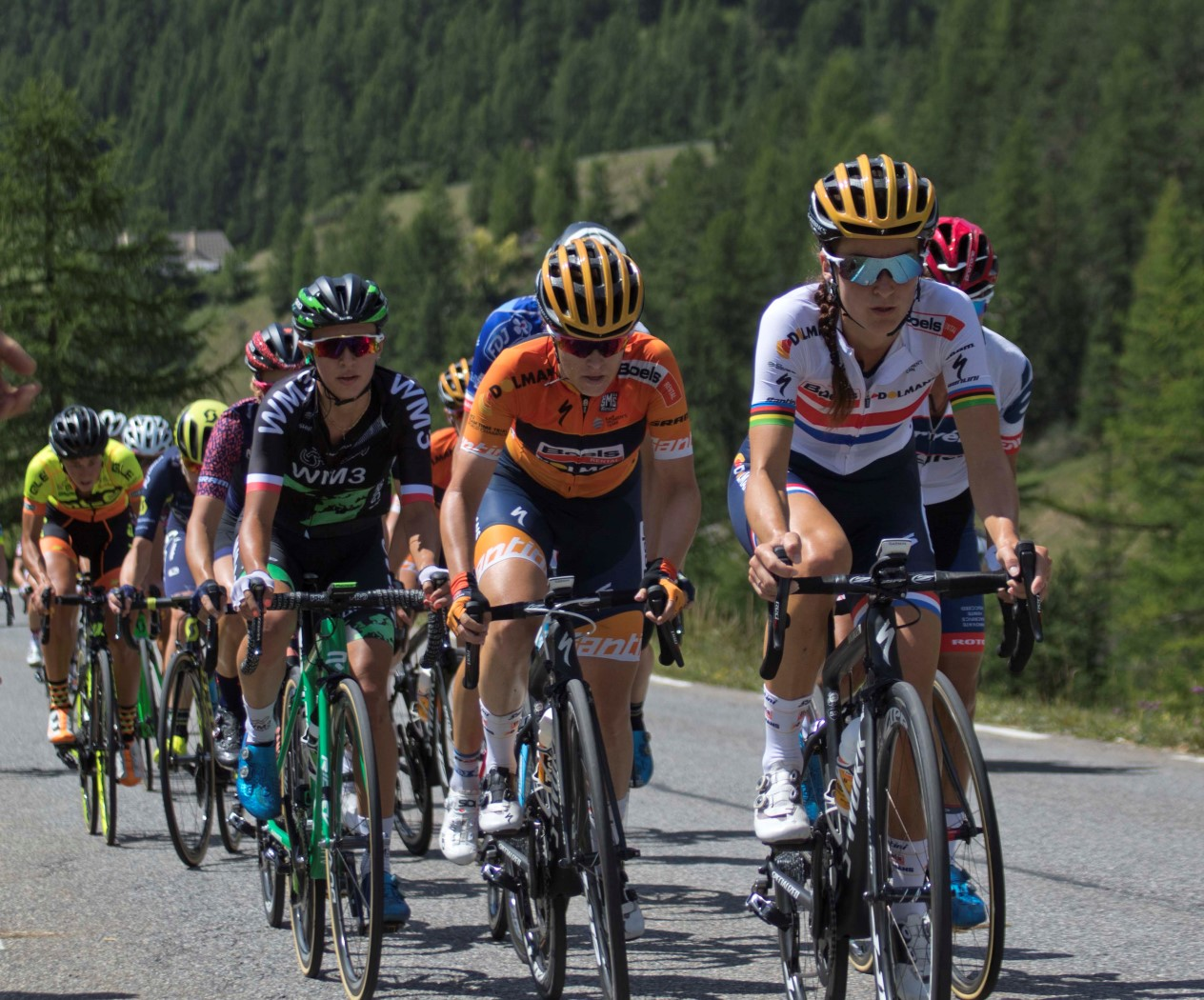
Elizabeth Deignan (maillot de Grande-Bretagne) et Karol-Ann Canuel (maillot Boels Dolmans) sur La course by Le Tour de France

Sur le Tour d'Italie, la formation remporte le contre-la-montre par équipes inaugural. Karol-Ann Canuel porte le maillot rose,,. Le lendemain, la difficile ascension de la Forcella avec un sommet à une vingtaine de kilomètres de l'arrivée permet aux favorites de s'exprimer. Après une sélection dans le peloton dans les premières pentes, Anna van der Breggen, Annemiek van Vleuten et Elisa Longo Borghini accélèrent à mi-montée. Elles se disputent la victoire et Anna van der Breggen termine deuxième. Les trois coureuses prennent près de deux minutes au peloton. Anna van der Breggen s'empare du maillot rose,,. Amalie Dideriksen est cinquième du sprint de la troisième étape. La quatrième étape est calme mais venteuse. La formation Boels Dolmans initie une bordure qui piège Annemiek van Vleuten, alors deuxième du classement général. Le contre-la-montre de la cinquième étape permet à cette dernière de s'imposer et de refaire une partie de son retard, mais Anna van der Breggen est deuxième à quarante-et-une secondes et conforte son avantage sur toutes les autres concurrentes. Megan Guarnier se classe cinquième,,. Sur la montagneuse huitième étape, Anna van der Breggen et Megan Guarnier contrôlent. Cette dernière prend la troisième place de l'étape. Sur la dernière étape, les favorites s'isolent en haut du Vésuve. Megan Guarnier remporte le sprint du groupe,,. Au classement général final, Anna van der Breggen remporte une nette victoire, Megan Guarnier est quatrième et Karol-Ann Canuel huitième. Boels Dolmans est la meilleure équipe. Anna van der Breggen reprend la tête du classement World Tour.
À La course by Le Tour de France, Elizabeth Deignan monte le pied l'Izoard en tête, mais ne peut suivre Annemiek van Vleuten. La Britannique se classe deuxième et Megan Guarnier quatrième. Lors de l'étape de Marseille, les deux coureuses conservent leurs places respectives. La semaine suivante, Amalie Dideriksen se classe septième du sprint massif à la RideLondon-Classique.

### Août
Au championnat d'Europe du contre-la-montre, Anna van der Breggen est troisième devancée par Ellen van Dijk et Ann-Sophie Duyck. Katarzyna Pawłowska est septième. Sur la course en ligne, Christine Majerus, Anna van der Breggen et Chantal Blaak se montrent actives. Katarzyna Pawłowska fait partie de l'échappée décisive mais est victime d'une chute. Amalie Dideriksen est deuxième du sprint du peloton et cinquième de l'épreuve.
La formation Boels Dolmans est favorite à sa propre succession sur le Contre-la-montre par équipes de l'Open de Suède Vårgårda. Elle ne déçoit pas et conserve son titre pour treize secondes face à la formation Cervélo-Bigla. Sur la course en ligne, Chantal Blaak prend part à la première échappée qui démarre au kilomètre vingt-six. Après avoir été reprise, elle repart avec un autre groupe. Au kilomètre cent-douze le peloton est néanmoins de nouveau groupé. Elizabeth Deignan et Christine Majerus tentent ensuite leurs chances tour à tour mais n'ont pas de succès. Au sprint, la Luxembourgeoise prend la quatrième place. La semaine suivante, au Tour de Norvège, Megan Guarnier se classe cinquième du prologue. Le lendemain, Christine Majerus est troisième du sprint massif. Sur la dernière étape, l'équipe est fortement représentée dans le peloton de tête. Dans les derniers kilomètres, Ellen van Dijk puis Linda Villumsen tentent de partir. Le sprint est confus, Ellen van Dijk est en tête puis est dépassée dans les derniers mètres par Megan Guarnier. Cette dernière remonte à la deuxième place du classement général par la même occasion.
Au Grand Prix de Plouay, lors de l'avant dernier passage de la côte de Ty-Marrec, Pauline Ferrand-Prévot accélère. Elle est suivie par Elizabeth Deignan, Ashleigh Moolman, Anna van der Breggen et  Elisa Longo Borghini. Alors que ce groupe semblait destiner à se disputer la victoire, la mauvaise entente et les efforts des équipes Orica-Scott et Sunweb provoquent le regroupement au pied de la côte de Lezot. Karol-Ann Canuel tente plus loin une attaque, mais tout se joue dans la dernière montée de Ty-Marrec.  Au plus dur de la côte, Elizabeth Deignan surgit accompagnée seulement par Pauline Ferrand-Prévot. Leur avance grandit rapidement. Au sprint, Elizabeth Deignan s'impose facilement devant la Française.

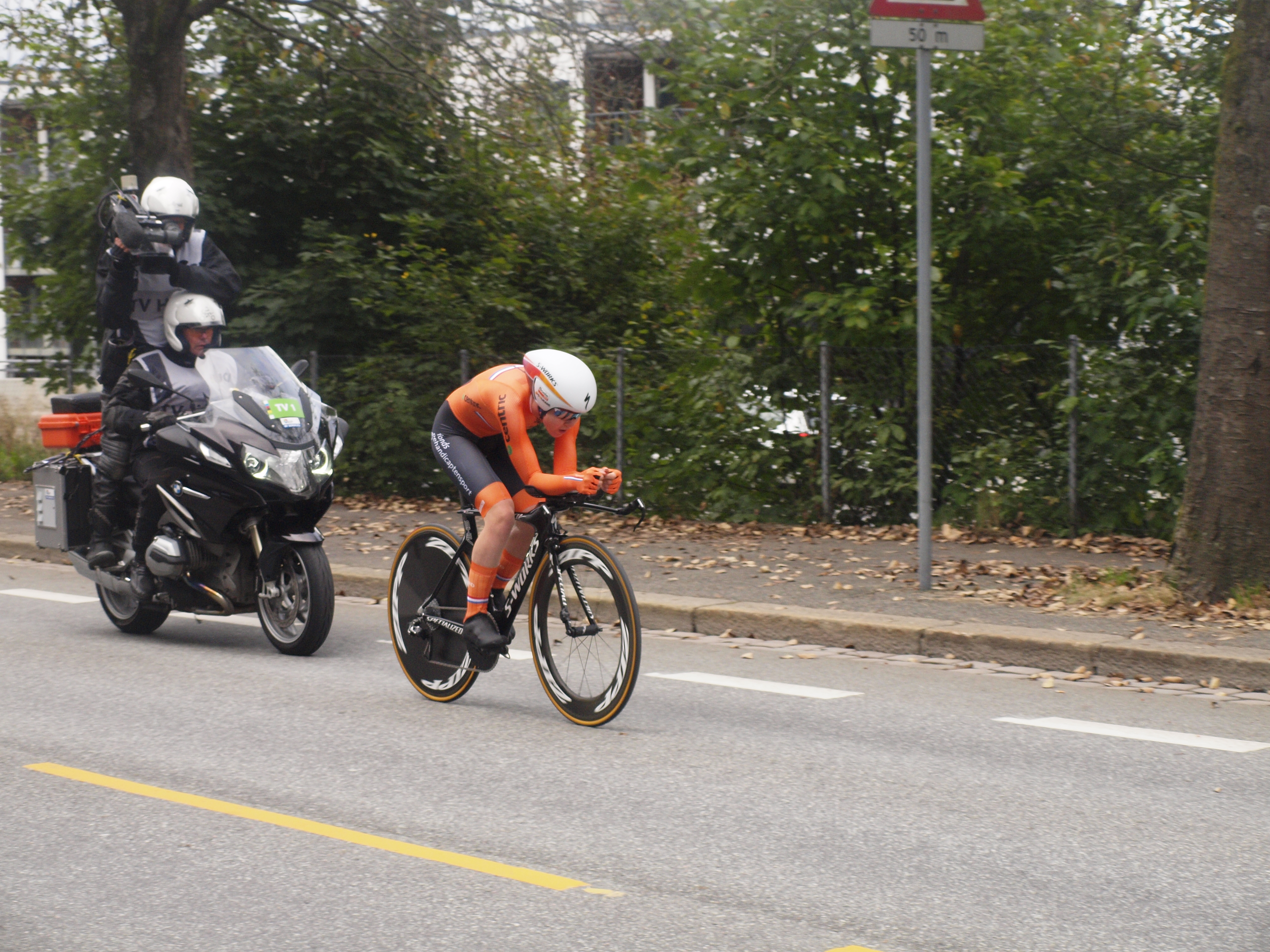
Anna van der Breggen aux championnats du monde

Au Boels Ladies Tour, Anna van der Breggen est quatrième du prologue quinze secondes derrière Annemiek van Vleuten. Amy Pieters, Chantal Blaak et Elizabeth Deignan sont sixième, septième et neuvième. Au départ de la troisième étape, Elizabeth Deignan est absente. Elle doit être opérée de l'appendicite. Sur ce contre-la-montre, Anna van der Breggen se classe quatrième et Chantal Blaak huitième. Christine Majerus est sixième du sprint massif de la quatrième étape. Le lendemain, l'enchaînement des difficultés typiques de l'Amstel Gold Race réduit le peloton à trente coureuses au kilomètre quatre-vingt-cinq. Dans la côte de Vaalsbroek, Anna van Breggen place une offensive. Annemiek van Vleuten est attentive et réagit immédiatement. Hannah Barnes revient ensuite sur les deux leaders, mais les trois sont rapidement reprises. Le scénario se répète dans le Groenenweg. Anna van der Breggen part avec Annemiek van Vleuten. Elles ne sont plus rejointes. Au sprint, Anna van der Breggen se montre la plus rapide. Derrière, Amy Pieters règle le sprint du peloton.

### Septembre

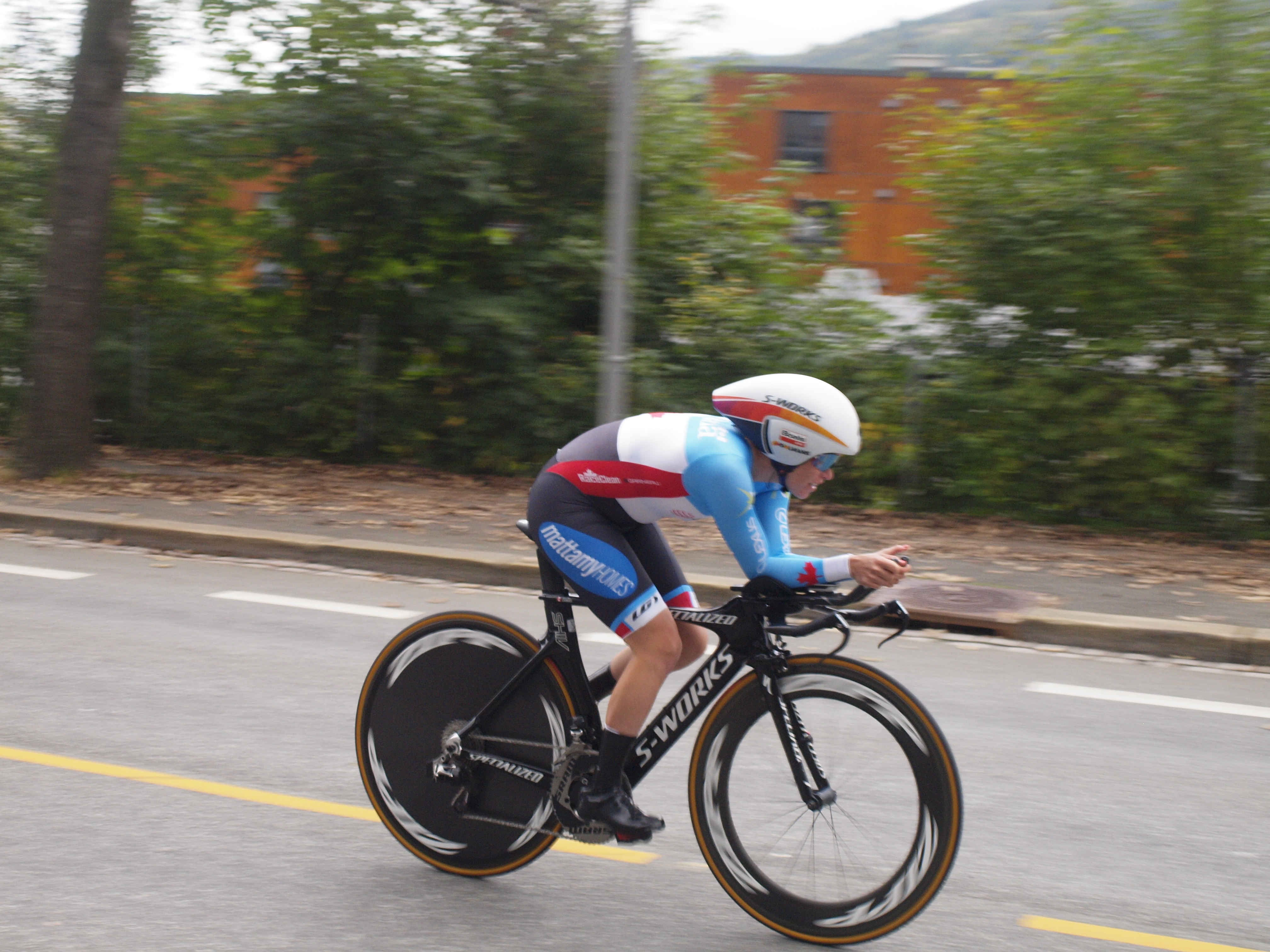
Karol-Ann Canuel aux championnats du monde

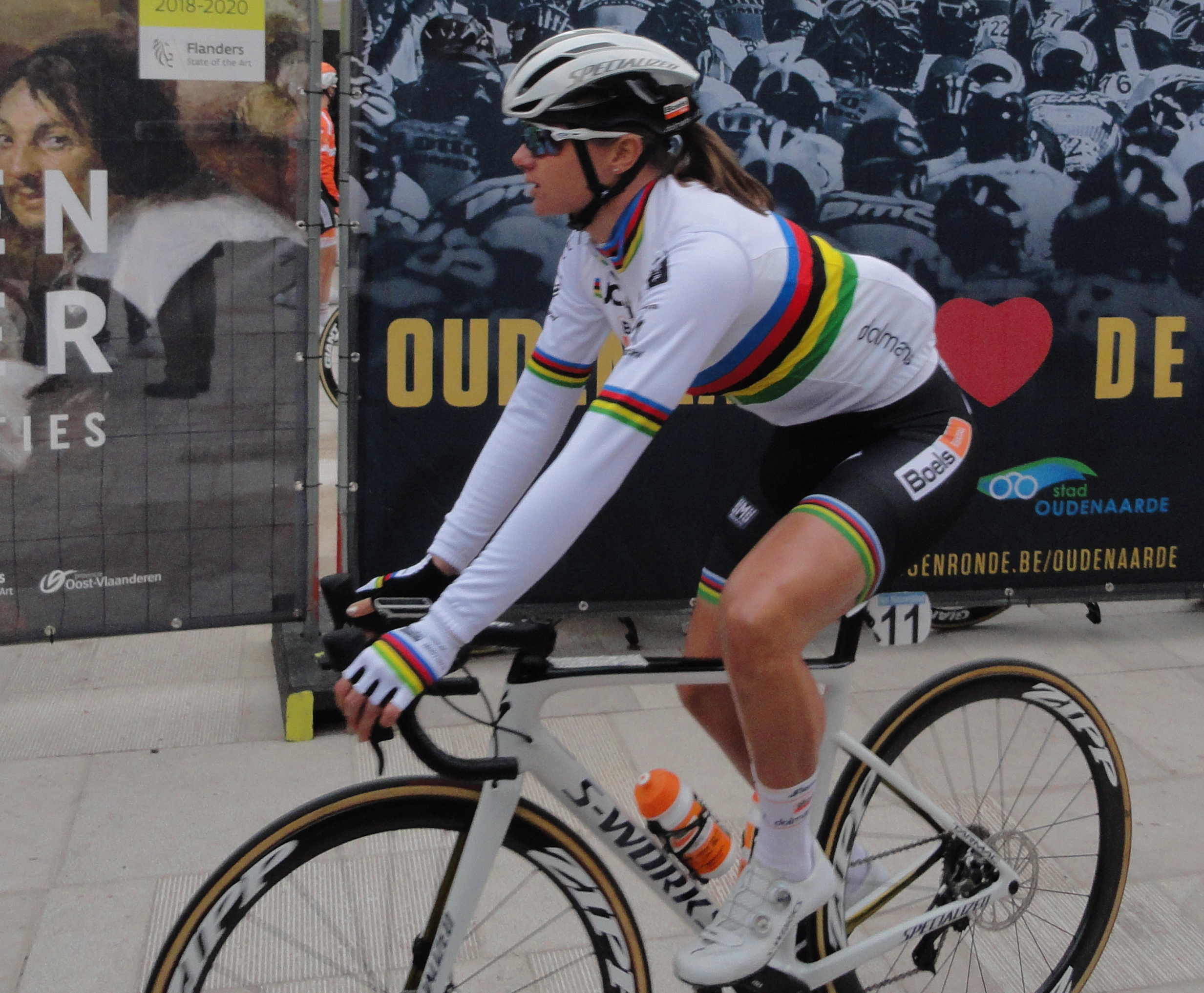
Chantal Blaak (ici en 2018) devient championne du monde sur route

Au Tour de l'Ardèche, Katarzyna Pawłowska court sous le maillot de la sélection nationale polonaise. Comme l'année précédente, elle remporte les deux premières étapes de l'épreuve au sprint,.
Aux championnats du monde du contre-la-montre par équipes, Boels Dolmans est logiquement favorite à sa propre succession. La composition de l'équipe est : Chantal Blaak, Karol-Ann Canuel, Megan Guarnier, Christine Majerus, Amy Pieters et Anna van der Breggen. Elle passe en tête de la côte. Toutefois, elle perd vingt-sept secondes sur la formation Sunweb entre ce point et l'arrivée. L'équipe doit donc se contenter de la médaille d'argent. Sur le contre-la-montre individuel, Anna van der Breggen est deuxième après avoir eu le meilleur temps une grande partie de l'épreuve. 
Sur la course en ligne, Amy Pieters fait partie du premier groupe dangereux. Derrière, une chute implique Megan Guarnier et Chantal Blaak. La première se brise la mâchoire sur le coup. Dans l'avant-dernière montée de Salmon Hill, Anna van der Breggen et Elizabeth Deignan font partie du groupe de favorites qui ouvre la route. Le groupe ne coopère pas et un regroupement général a lieu. À vingt-trois kilomètres de l'arrivée, Chantal Blaak contre avec Audrey Cordon-Ragot et Hannah Barnes. Dans la dernière montée de Salmon Hill, comme au tour précédent, les favorites se livrent bataille. Katarzyna Niewiadoma réalise une accélération franche, seule Annemiek van Vleuten, Katrin Garfoot et Anna van der Breggen parviennent à la suivre. Elles reprennent les trois échappées. On a donc de nouveau trois Néerlandaises en tête. À huit kilomètres de l'arrivée, Chantal Blaak saisit sa chance et attaque. Elle s'impose facilement. Derrière, le manque de rythme du groupe permet à un peloton de les reprendre dans les derniers mètres. Amalie Dideriksen lance le sprint de loin et prend la médaille de bronze. Christine Majerus est sixième, Anna van der Breggen huitième,,.

## Bilan de la saison
Le site vélo 101 la désigne équipe féminine numéro un pour la saison 2017. Anna van der Breggen réalise le triplet ardennais puis remporte le Tour d'Italie. Elle a été aussi impressionnante sur la dernière étape du Tour de Californie. Elizabeth Deignan et Megan Guarnier ont souvent joué les équipières en 2017. L'équipe a gagné tous les contre-la-montre par équipes auxquels elle a participé à l'exception des mondiaux. Chantal Blaak devient aussi championne du monde sur route. L'équipe compte donc dans son effectif la championne du monde pour la troisième année de rang.

## Victoires

### Sur route
| Victoires | Victoires                                                | Victoires   | Victoires | Victoires            | Victoires |
| Date      | Course                                                   | Pays        | Classe    | Vainqueur            |           |
| --------- | -------------------------------------------------------- | ----------- | --------- | -------------------- | --------- |
| 11 mars   | Tour de Drenthe                                          | Pays-Bas    | 1.WWT     | Amalie Dideriksen    |           |
| 5 avr.    | 1reb étape, Bloeizone Fryslân Tour                       | Pays-Bas    | 2.2       | Amy Pieters          |           |
| 6 avr.    | 2e étape, Bloeizone Fryslân Tour                         | Pays-Bas    | 2.2       | Boels Dolmans        |           |
| 8 avr.    | 4e étape, Bloeizone Fryslân Tour                         | Pays-Bas    | 2.2       | Chantal Blaak        |           |
| 16 avr.   | Amstel Gold Race                                         | Pays-Bas    | 1.WWT     | Anna van der Breggen |           |
| 19 avr.   | Flèche wallonne                                          | Belgique    | 1.WWT     | Anna van der Breggen |           |
| 23 avr.   | Liège-Bastogne-Liège                                     | Belgique    | 1.WWT     | Anna van der Breggen |           |
| 29 avr.   | Tour de Yorkshire                                        | Royaume-Uni | 1.1       | Lizzie Deignan       |           |
| 29 avr.   | 1re étape, Festival Elsy Jacobs                          | Luxembourg  | 2.1       | Christine Majerus    |           |
| 30 avr.   | Classement général, Festival Elsy Jacobs                 | Luxembourg  | 2.1       | Christine Majerus    |           |
| 11 mai    | 1re étape du Tour de Californie                          | États-Unis  | 2.WWT     | Megan Guarnier       |           |
| 14 mai    | Classement général, Tour de Californie                   | États-Unis  | 2.WWT     | Anna van der Breggen |           |
| 8 juin    | 2e étape du Tour de Grande-Bretagne féminin              | Royaume-Uni | 2.WWT     | Amy Pieters          |           |
| 21 juin   | Championnat de Pologne du contre-la-montre               | Pologne     | CN        | Katarzyna Pawłowska  |           |
| 21 juin   | Championnat du Luxembourg du contre-la-montre            | Luxembourg  | CN        | Christine Majerus    |           |
| 24 juin   | Championnat des Pays-Bas sur route                       | Pays-Bas    | CN        | Chantal Blaak        |           |
| 25 juin   | Championnat de Grande-Bretagne sur route                 | Royaume-Uni | CN        | Lizzie Deignan       |           |
| 25 juin   | Championnat du Luxembourg sur route                      | Luxembourg  | CN        | Christine Majerus    |           |
| 27 juin   | Championnat du Canada du contre-la-montre                | Canada      | CN        | Karol-Ann Canuel     |           |
| 30 juin   | 1re étape du Tour d'Italie                               | Italie      | 2.WWT     | Boels Dolmans        |           |
| 9 juill.  | 10e étape du Tour d'Italie                               | Italie      | 2.WWT     | Megan Guarnier       |           |
| 9 juill.  | Classement général, Tour d'Italie                        | Italie      | 2.WWT     | Anna van der Breggen |           |
| 11 août   | Contre-la-montre par équipes de l'Open de Suède Vårgårda | Suède       | 1.WWT     | Boels Dolmans        |           |
| 20 août   | 3e étape du Tour de Norvège                              | Norvège     | 2.WWT     | Megan Guarnier       |           |
| 26 août   | Grand Prix de Plouay                                     | France      | 1.WWT     | Lizzie Deignan       |           |
| 2 sept.   | 5e étape, Simac Ladies Tour                              | Pays-Bas    | 2.WWT     | Anna van der Breggen |           |
| 5 sept.   | 1re étape du Tour de l'Ardèche                           | France      | 2.2       | Katarzyna Pawłowska  |           |
| 6 sept.   | 2e étape du Tour de l'Ardèche                            | France      | 2.2       | Katarzyna Pawłowska  |           |
| 23 sept.  | Championnat du monde sur route                           | Norvège     | CM        | Chantal Blaak        |           |

### Sur piste
| Date        | Course                                             | Pays        | Classe | Vainqueur           |
| ----------- | -------------------------------------------------- | ----------- | ------ | ------------------- |
| 18 mai      | Course aux points à Minsk                          | Biélorussie | C1     | Katarzyna Pawłowska |
| 27 décembre | Championnat des Pays-Bas de poursuite individuelle | Pays-Bas    | CN     | Amy Pieters         |

### En cyclo-cross
| Date        | Course                         | Pays        | Classe | Vainqueur         |
| ----------- | ------------------------------ | ----------- | ------ | ----------------- |
| 2 janvier   | Meilen                         | Suisse      | C1     | Christine Majerus |
| 7 janvier   | Championnat du Luxembourg      | Luxembourg  | CN     | Christine Majerus |
| 8 janvier   | Championnat de Grande-Bretagne | Royaume-Uni | CN     | Nikki Brammeier   |
| 9 janvier   | Otegem                         | Belgique    | C2     | Christine Majerus |
| 15 janvier  | Leudelange                     | Luxembourg  | C1     | Christine Majerus |
| 11 novembre | Niel                           | Belgique    | C2     | Nikki Brammeier   |
| 3 décembre  | Jablines                       | France      | C1     | Christine Majerus |
| 30 décembre | Flamanville                    | France      | C1     | Christine Majerus |

### Résultats sur les courses majeures

#### World Tour
| Date                | #  | Course                                   | Pays            | Meilleure classée    | Classement |
| ------------------- | -- | ---------------------------------------- | --------------- | -------------------- | ---------- |
| 4 mars              | 1  | Strade Bianche                           | Italie          | Elizabeth Deignan    | 3e         |
| 11 mars             | 2  | Tour de Drenthe                          | Pays-Bas        | Amalie Dideriksen    | Vainqueur  |
| 19 mars             | 3  | Trofeo Alfredo Binda-Comune di Cittiglio | Italie          | Chantal Blaak        | 4e         |
| 26 mars             | 4  | Gand-Wevelgem                            | Belgique        | Chantal Blaak        | 8e         |
| 2 avril             | 5  | Tour des Flandres                        | Belgique        | Chantal Blaak        | 3e         |
| 16 avril            | 6  | Amstel Gold Race                         | Pays-Bas        | Anna van der Breggen | Vainqueur  |
| 19 avril            | 7  | Flèche wallonne                          | Belgique        | Anna van der Breggen | Vainqueur  |
| 23 avril            | 8  | Liège-Bastogne-Liège                     | Belgique        | Anna van der Breggen | Vainqueur  |
| 5-7 mai             | 9  | Tour de l'île de Chongming               | Chine           | -                    | -          |
| 11-14 mai           | 10 | Tour de Californie                       | États-Unis      | Anna van der Breggen | Vainqueur  |
| 4 juin              | 11 | Philadelphia Cycling Classic             | États-Unis      | annulé               |            |
| 7-11 juin           | 12 | The Women's Tour                         | Grande-Bretagne | Christine Majerus    | 2e         |
| 30 juin-9 juillet   | 13 | Tour d'Italie                            | Italie          | Anna van der Breggen | Vainqueur  |
| 20 juillet          | 14 | La course by Le Tour de France           | France          | Elizabeth Deignan    | 2e         |
| 29 juillet          | 15 | RideLondon-Classique                     | Grande-Bretagne | Amalie Dideriksen    | 7e         |
| 11 août             | 16 | Open de Suède Vårgårda TTT               | Suède           | Boels Dolmans        | Vainqueur  |
| 13 août             | 17 | Open de Suède Vårgårda                   | Suède           | Christine Majerus    | 4e         |
| 17-20 août          | 18 | Tour de Norvège                          | Norvège         | Megan Guarnier       | 2e         |
| 26 août             | 19 | Grand Prix de Plouay                     | France          | Elizabeth Deignan    | Vainqueur  |
| 29 août-3 septembre | 20 | Boels Rental Ladies Tour                 | Pays-Bas        | Anna van der Breggen | 2e         |
| 10 septembre        | 21 | La Madrid Challenge by La Vuelta         | Espagne         | -                    | -          |

La formation est première au classement par équipes. Anna van der Breggen remporte le classement individuel. Elizabeth Deignan en est septième, Megan Guarnier douzième, Chantal Blaak quatorzième et Christine Majerus dix-huitième.

#### Grand tour
| Grand tour            | Tour d'Italie                    |
| --------------------- | -------------------------------- |
| Coureuse (classement) | Anna van der Breggen (Vainqueur) |
| Accessits             | 2 victoires d'étape              |

## Classement mondial
| Classement UCI | Classement UCI       | Classement UCI | Classement UCI |
| Coureuse       | Coureuse             | Pays           | Points         |
| -------------- | -------------------- | -------------- | -------------- |
| 2e             | Anna van der Breggen | Pays-Bas       | 1252 pts       |
| 9e             | Lizzie Deignan       | Royaume-Uni    | 713 pts        |
| 12e            | Chantal Blaak        | Pays-Bas       | 656 pts        |
| 14e            | Christine Majerus    | Luxembourg     | 577 pts        |
| 20e            | Megan Guarnier       | États-Unis     | 491 pts        |
| 30e            | Amalie Dideriksen    | Danemark       | 397 pts        |
| 36e            | Amy Pieters          | Pays-Bas       | 341 pts        |
| 55e            | Karol-Ann Canuel     | Canada         | 179 pts        |
| 121e           | Katarzyna Pawłowska  | Pologne        | 67 pts         |
| 126e           | Jip van den Bos      | Pays-Bas       | 63 pts         |
| 506e           | Nikki Brammeier      | Royaume-Uni    | 4 pts          |

Boels Dolmans est première au classement par équipes.